# Anna Barkovová
Anna Alexandrovna Barkovová, rusky Анна Александровна Баркова (16. července 1901, Ivanovo, Ruské impérium – 29. dubna 1976, Moskva, Sovětský svaz) byla ruská sovětská básnířka, dramatička a novinářka, která strávila téměř třicet let svého života v gulagu nebo ve vyhnanství.

## Život

### Mládí
Narodila se jako dcera školníka na gymnáziu a díky tomu mohla na této škole také studovat. Matka jí brzy zemřela. Od roku 1918 spolupracovala v rodném městě s novinami Рабочий край (Kraj dělníků) pod vedením Alexandra Voronského. Roku 1922 se na pozvání lidového komisaře pro vzdělávání Anatolije Lunačarského odstěhovala do Moskvy a začala pracovat v jeho sekretariátu. V tom samém roce vydala v Petrohradě svou prvotinu, sbírku básní s názvem Женщина (Žena). Sbírka získala uznání Alexandra Bloka, Valerie Brjusova, Alexandra Voronského a především Anatolije Lunačarského, který ke sbírce napsal předmluvu a básnířce předpovídal velkou budoucnost. Roku 1923 vydala své další dílo, divadelní hru Настасья Костёр (Nastasja Oheň) odehrávající se v 17. století.
V prostředí přepychově si žijící bolševické nomenklatury však Barkovová dlouho nevydržela. Po konfliktu vyvolaném jejími komentáři, týkajícími se panského života kremelské smetánky, se rozešla s Lunačarským. Leninova sestra Marie Uljanovová jí pak roku 1924 pomohla najít práci v komunistickém deníku Pravda, kde působila další tři roky, a pak pracovala v zemědělském nakladatelství Сельколхозгиз. Roku 1926 vydala fantastickou povídku Стальной муж (Ocelový muž). V první polovině dvacátých let 20. století tak byla plně uznávána ze strany sovětských orgánů a její básně z tohoto období se stávají všeobecně známými. Hovořilo se o ní jako o "proletářské Achmatovové" a o mluvčí ženské tváře ruské revoluce.

### Třikrát zatčena a odsouzena
Odklon od základní sovětské komunistické linie byl však stále jasnější a v roce 1927 jí noviny přestávaly zveřejňovat příspěvky. Navíc se nikdy netajila svou lesbickou orientací. V prosinci roku 1934 byla v souvislosti se stalinským terorem, vyvolaným vraždou Sergeje Kirova, poprvé zatčena. Důvodem byla její náhodně vyslovená věta Zabili prý nesprávnou osobu (Yбили, дескать, не того, кого надо). Byla odsouzena na čtyři roky, které v letech 1935–1939 strávila v pracovním táboře (gulagu) Karlag (Карагандинский исправительно-трудовой лагерь) v Karagandském kraji. Po vynesení rozsudku požádala lidového komisaře vnitra Jagodu o trest smrti, v čemž jí nebylo vyhověno. Napsala: Mám velmi chatrné zdraví – tuberkulózu plic, neustále zvýšenou teplotu, chudokrevnost a srdeční slabost. Vzhledem k mému zdravotnímu stavu a naprosté bezradnosti v praktickém životě bude pro mě trest ve formě vyhnanství (například) znamenat pomalou smrt. Žádám proto trest nejvyšší.
Po propuštění žila pod policejním dohledem v různých městech, pracovala jako vrátná a druhou světovou válku přežila v Kaluze. Roku 1947 byla znovu zatčena a roku 1948 odsouzena za kontrarevoluční činnost (jako důkaz posloužily i její básně) k deseti letům vězení v pracovním táboře v Intě v Komijské republice. Propuštěna byla v lednu roku 1956 díky amnestii. V době, kdy byla podruhé na svobodě, napsala především tři fantastické novely (všechny z roku 1957) Восемь глав безумия (Osm hlav šílenství), Как делается луна (Jak se dělá měsíc) a Освобождение Гынгуании (Osvobození Gynguany).
Přes Chruščovovo odsouzení stalinismu byla roku 1957 znovu zatčena (důvodem byl na poště zachycený satirický příběh o vysokých sovětských funkcionářích) a jako recidivistka znovu odsouzena na deset let do sibiřského gulagu Ozerlag (Озёрный исправи́тельно-трудово́й ла́герь) poblíž Tajšetu v Irkutské oblasti na jihu Sibiře. Roku 1965 jí byl zbytek trestu změněn na vyhnanství v Domě tělesně postižených ve vesnici Potma v Mordvinské autonomní sovětské socialistické republice. Roku 1967 jí bylo na přímluvu Alexandra Tvardovského a Konstantina Fedina umožněno vrátit se do Moskvy, kde obdržela místnost v komunálním bytě (коммунальная квартира) a dostala důchod 75 rublů.

### Závěr života
V následujících letech psala i nadále verše, z nichž mnohé dosahují velké umělecké síly a patří k nejdůležitějším z tzv. "lágrové literatury" sovětského období. Již nikdy se nezbavila strachu z dalšího zatčení a kromě toho ji velice skličovalo, že její básně nemají šanci být zveřejněny. Učinila několik pokusů publikovat je a vždy byla odmítnuta, některé z nich však vyšly v samizdatu. Zemřela 29. dubna roku 1976 na rakovinu hrdla. Teprve čtrnáct let po její smrti začaly být vydávány její knihy.

## Literární dílo

### Charakteristika
Její básně z prvního tvůrčího období jsou ještě plné revolučního nadšení. Vyznačují se abstraktní romantikou a jsou hluboce originální. Obratně a bohatě využívají poetickou techniku a plné a účinně vyjadřují vzpurné aspirace bojující ženy. Její pozdější literární dílo bylo nalezeno v archivech KGB, neboť sloužilo jako důkaz proti ní v politických procesech. Od konce dvacátých let patří mezi její hlavní témata hladomor a všeobjímající strach ze zatčení. Pozdější poezie, psaná v gulagu a ve vyhnanství, nabývá niternější, reflexivnější podoby. Obsahuje kritiku uniformity a lidské stádnosti a vyzdvihuje ideál absolutní individuální svobody. Zároveň se v něm projevují pocity naprosté nezakotvenosti, absurdity, vyvržení a prázdnoty. Je výpovědí o velkém pekle jejího života a o šíleném náporu zloby, kterému musela čelit, o utrpení ženy v otrokářském světě násilí, hladu a sexuálního ponižování.

## Česká vydání
- Osm hlav šílenství, Praha: Prostor 2015, přeložili Radka Rubilina a Jakub Šedivý, výbor z díla obsahující autorčinu poezii, výběr z deníků a korespondence a prózy Ocelový muž, Štěstí statistika Plačkina, Huspenina a Osm hlav šílenství.

| Что, скажите, мне в этом толку, Что я женщина и поэт? Я взираю тоскующим волком В глубину пролетевших лет. | Řekněte sami, co já s tím, že žena jsem a básník? Jen vhlížím jak vlk tesklivý do hloubky dob tak dávných. |

(1935)

## Film o autorce
Osud Barkovové zachytila ve filmu, pojmenovaném podle její povídky 8 hlav šílenství, režisérka Marta Nováková, která jej dle vlastního scénáře natočila v letech 2012–2017. Hlavní roli hraje zpěvačka Aneta Langerová.